# Kottayam (Distrikt)
Der Distrikt Kottayam (Malayalam കോട്ടയം ജില്ല) ist ein Distrikt im südindischen Bundesstaat Kerala. Verwaltungssitz ist die namensgebende Stadt Kottayam. Wegen seiner hohen Alphabetisierungsrate, den zahlreichen Kautschukplantagen und seiner Lage in den Backwaters hat der Distrikt Kottayam den populären Beinamen land of letters, latex and lakes.

## Geografie

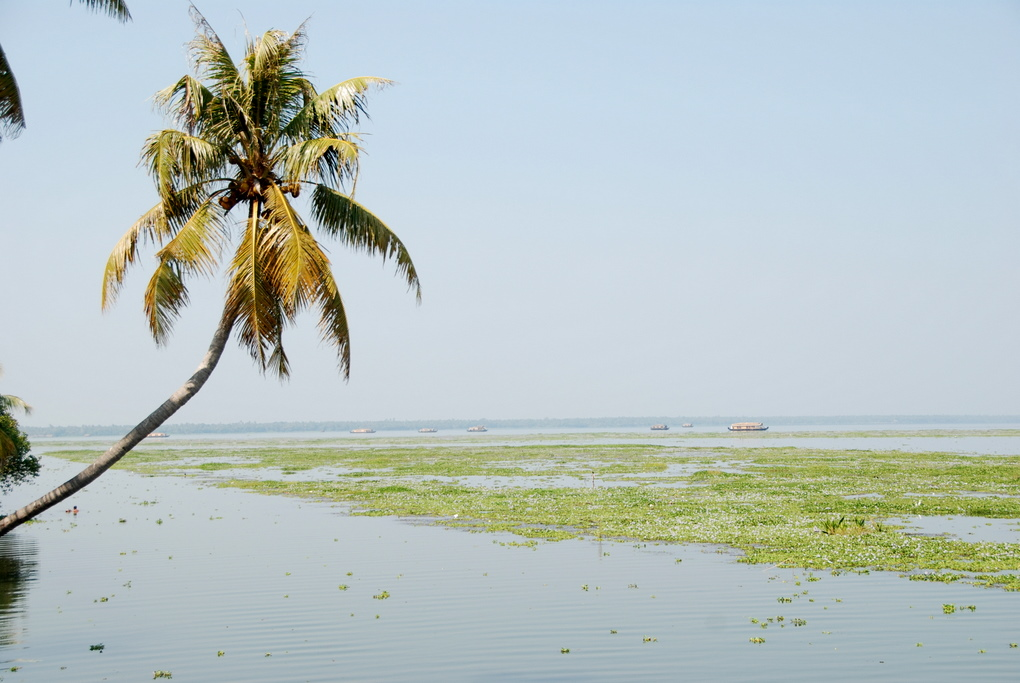
Landschaft am Ufer des Vembanad-Sees

Der Distrikt Kottayam liegt im Landesinneren in der südlichen Hälfte Keralas und hat eine Fläche von 2.208 Quadratkilometern. Nachbardistrikte sind Alappuzha im Westen, Ernakulam im Norden, Idukki im Osten und Pathanamthitta im Süden. Der Distrikt Kottayam ist in die fünf Taluks Vaikom, Meenachil, Kottayam, Changanassery, und Kanjirappally unterteilt.
Der Westen des Distrikts Kottayam gehört zum flachen Hinterland der Malabarküste und wird von den Backwaters, einem ausgedehnten Wasserstraßennetz aus Kanälen, Flüssen und Lagunen, durchzogen. Im Westen bildet der Vembanad-See, ein Teil der Backwaters, die Grenze zum Distrikt Alappuzha. Im Osten steigt das Terrain zu den Westghats hin an.
Das Klima ist durch die Lage in Küstennähe tropisch bis relativ gemäßigt (Landesinnere). Im Allgemeinen herrscht ein feuchtes Klima, und es können vier Jahreszeiten unterschieden werden: die heiße Sommersaison von März bis Mai, die Südwest-Monsunzeit von Juni bis September, die Nordost-Monsunzeit von Oktober bis Dezember und die kühlere Jahreszeit im Januar und Februar. Der mittlere Jahresniederschlag beträgt 2931 mm (basierend auf Daten aus dem Zeitraum 1901–1999).
Der Südwestmonsun trägt etwa 59 % und der Nordostmonsun 21 % der gesamten Niederschlagsmenge bei. Die Verteilung der Niederschläge nimmt von Westen nach Osten zu. Die höchsten Niederschläge wurden in Pala verzeichnet, die niedrigsten in Ettumanur. Die jährliche Niederschlagsmenge reicht von 2435,9 bis 3755,2 mm und die durchschnittliche jährliche Niederschlagsmenge des Bezirks beträgt 3169,28 mm.

## Geschichte
Der Name Kottayam soll sich von Malayalam „Kotta Akam“ ableiten und „innerhalb des Forts“ bedeuten. Vor seiner Eingliederung in den Bundesstaat Kerala gehörte Kottayam zum Königreich Travancore. Mit der Bildung des Bundesstaats Travancore-Cochin am 1. Juli 1949 wurde Kottayam zu einem Distrikt.

## Bevölkerung

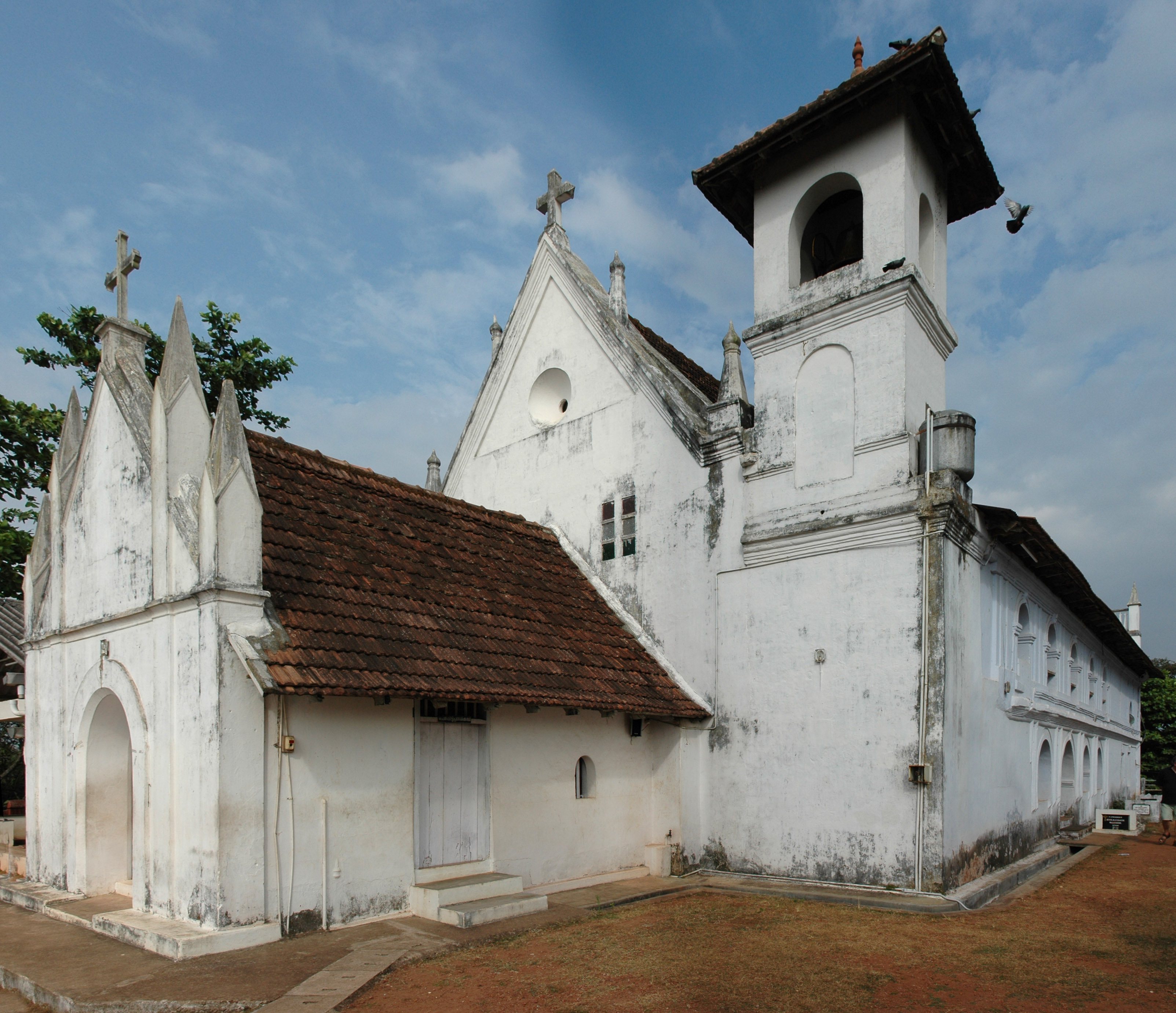
Das Christentum ist im Distrikt Kottayam stark vertreten. Hier die Kirche Valia Pally in Kottayam.

Der Distrikt Kottayam hatte bei der Volkszählung 2011 eine Einwohnerzahl von 1.974.551. Die Bevölkerungsdichte lag mit 895 Einwohnern pro Quadratkilometer etwas über dem Durchschnitt des dichtbesiedelten Bundesstaates Kerala (860/km²). Die Alphabetisierungsquote lag über dem ohnehin schon hohen Durchschnitt Keralas. Mit 97,2 % war sie die höchste des Bundesstaates, auch was die Alphabetisierungsrate von Frauen anging, und eine der höchsten aller Distrikte in Indien.
Die wichtigsten Religionen im Distrikt Kottayam sind Hinduismus und Christentum. Nach der Volkszählung 2001 sind 49,3 % der Einwohner des Distrikts Hindus, 44,6 % bekennen sich zum Christentum. Damit hat der Distrikt Kottayam den höchsten christlichen Bevölkerungsanteil der Distrikte Keralas. Muslime sind mit 6,0 % eine kleinere Minderheit.

## Wirtschaft
Benjamin Bailey, englischer Missionar und Gründer einer Missionsstation in Kottayam, führte 1821 die Druckerpresse in Kerala ein und übersetzte als erster die Bibel in Malayalam und druckte sie, ebenso 1846 das erste Wörterbuch Englisch-Malayalam. 1829 gründete er C.M.S. Press; seither nimmt der Distriktshauptort in Keralas Zeitungs- und Verlagswesen eine führende Rolle ein.

## Sehenswürdigkeiten
Sehenswürdigkeiten in Kottayam Stadt sind unter anderem zumeist Shiva geweihte Tempel wie der Thirunakkara Mahadeva Tempel, die vermutlich aus dem späten 10. Jahrhundert stammende Thazhathangadi-Moschee (Jama Masjid) (einer der ältesten muslimischen Bauten in Indien) und zwei christliche Kirchen, bekannt als Cheriya Palli und Valiya Palli, aus dem 16. Jahrhundert. Die St. Mary’s Church in Kuravilangad soll gar auf das Jahr 355 zurückgehen.
Die Heiligkreuz Forane Kirche in Cherpunkal ist ein Wallfahrtsort für die Christen von und außerhalb des Distrikts.

## Städte
| Stadt           | Typ† | Einwohner |
| --------------- | ---- | --------- |
| Kottayam        | M    | 55.374    |
| Ettumanoor      | CT   | 26.993    |
| Athirampuzha    | CT   | 40.438    |
| Aimanam         | CT   | 34.470    |
| Perumbaikad     | CT   | 42.839    |
| Vijayapuram     | CT   | 29.248    |
| Chengalam South | CT   | 16.111    |
| Nattakam        | CT   | 38.599    |
| Panachikkad     | CT   | 43.595    |
| Puthuppally     | CT   | 29.635    |
| Changanassery   | M    | 47.685    |
| Chethipuzha     | CT   | 25.145    |
| Thrikkodithanam | CT   | 33.819    |
| Paippad         | CT   | 21.338    |

† M: municipality, CT: census town